# 奧康納 (姓氏)
奧康納（英語：O'Connor）可以指：

## 人物
- 科爾馬克·墨菲-奧康納（英語：Cormac Murphy-O'Connor；1932年8月24日－2017年9月1日），英國威斯敏斯特大主教管區的紅衣主教和名譽大主教。
- 詹姆斯·奧康納（英語：James O'Connor；1990年7月5日－），澳大利亞橄欖球運動員。
- 布蘭登·奧康納 （英語：Brendan O'Connor，1962年3月2日－），澳大利亞政治家。
- 埃爾莫·肯尼迪·奥康纳（英語：Elmo Kennedy O'Connor，1994 年 1 月 11 日出生），美國說唱歌手和詞曲作者。
- 桑德拉·戴·奧康納（英語：Sandra Day O'Connor，1930年3月26日－），美國法學家。

|  | 本页或本分段罗列了姓氏为「奧康納 (姓氏)」的人物。 如果是一个指代特定个人的内链将您引导到本页，請考慮修正該人物的名字以將链接指向正確的條目。 |